# Jim Black
Pour les articles homonymes, voir Black.
Jim Black, né le 3 août 1967 à Daly City (Californie), est un compositeur, batteur et percussionniste de jazz américain.

## Biographie
Jim Black dirige, depuis 2000, AlasNoAxis, un groupe qui comprend le saxophoniste et clarinettiste Chris Speed, le guitariste Hilmar Jensson et le bassiste Skuli Sverisson. Depuis le début des années 1990, il intervient régulièrement comme membre dans de nombreuses formations, notamment celles qu'ils partagent avec Chris Speed :
- Human Feel : Chris Speed (clarinette, sax. ténor), Andrew D'Angelo (sax. alto), Kurt Rosenwinkel (guitare)

et deux formations dirigées par Chris Speed :
- Pachora : Chris Speed (clarinette, sax. ténor), Brad Shepik (guitare), Skuli Sverisson (basse)
- Yeah NO : Chris Speed (clarinette, sax. ténor), Cuong Vu (trompette), Skuli Sverisson (basse)

Durant la même période, Jim Black a mené plusieurs collaborations avec des figures importantes de la scène jazz new-yorkaise contemporaine : avec le saxophoniste alto Tim Berne au sein du groupe de ce dernier Bloodcount, avec le trompettiste Dave Douglas au sein du Tiny Bell Trio (avec Brad Shepik), ou avec le saxophoniste ténor Ellery Eskelin en trio avec l'accordéoniste Andrea Parkins. 
Il accompagne également la violoniste Laurie Anderson durant ses tournées de concerts ou le groupe de musique traditionnel tarbais Vox Bigerri avec lequel il a enregistré l'album Tiò,.

## Discographie
- Endangerous Blood (Skirl, 2010)
- Malamute (Intakt, 2017)

### Avec le groupe AlasNoAxis
- AlasNoAxis (2000)
- Splay (2002)
- Habyor (2004)
- Dogs of Great Indifference (2006)
- Houseplant (2011)
- Antiheroes (2013)

### En collaboration
- Kulak 29 & 30 (Hatology 521, 1998) avec Ellery Eskelin et Andréa Parkins
- Believer, Carlos Bica & Azul (2011)
- Somatic (Winter & Winter, 2011) avec Thomas Morgan & Elias Stemeseder
- Actuality (Winter & Winter, 2014) avec Thomas Morgan & Elias Stemeseder
- Sheik Yer Zappa (Decca/Universal, 2014), Stefano Bollani
- The Constant (Intakt, 2016) avec Thomas Morgan & Elias Stemeseder
- More Than This, avec Carlos Bica & Azul (2017)
- Tiò avec Vox Bigerri (2018)
- Nature Work (2019), avec Jason Stein, Greg Ward, Eric Revis